# قرار مجلس الأمن التابع للأمم المتحدة رقم 1481
قرار مجلس الأمن التابع للأمم المتحدة رقم 1481، المتخذ بالإجماع في 19 أيار / مايو 2003، بعد التذكير بالقرارات 827 (1993)، 1166 (1998)، 1329 (2000)، 1411 (2002) و1431 (2002)، عدل المجلس النظام الأساسي للمحكمة الجنائية الدولية ليوغوسلافيا السابقة للسماح للقضاة المؤقتين بالفصل في الإجراءات التمهيدية في قضايا أخرى قبل تعيينهم في المحاكمة.
كان مجلس الأمن مقتنعا بالحاجة إلى تعزيز سلطات القضاة المخصصين في المحكمة الجنائية الدولية ليوغوسلافيا السابقة للسماح لهم بالفصل في الإجراءات التمهيدية الأخرى قبل تعيينهم في المحاكمة، وبناء على الفصل السابع من ميثاق الأمم المتحدة، تم تعديل النظام الأساسي وفقا لذلك. اقترح التغيير ثيودور ميرون، رئيس المحكمة الجنائية الدولية ليوغوسلافيا السابقة، الذي أضاف أن هذا الإجراء سوف يستغل وقت القضاة المؤقتين بكفاءة ولن يحمل الأمم المتحدة أي تكاليف إضافية.

## روابط خارجية
- نص القرار في undocs.org